# 샤토티에리 전투
샤토티에리 전투는 1814년 2월 12일 폰 블뤼허(von Blücher) 원수의 프로이센 군과 나폴레옹이 이끄는 프랑스 군 사이에 벌어진 전투이다.
6일 전역 중 계속되는 전술적 승리에 힘입어 나폴레옹은 아예 프로이센 군을 날려 버려서 제6차 대프랑스 동맹을 무력화 하려는 전략적 목표를 세운다. 그는 마른강가의 샤토티에리(Château-Thierry)에서 요르크(Yorck) 장군의 후위를 공격한다.
네 원수에게 선봉을 맡겼는데, 네는 적군에 큰 손실을 끼치면서 블뤼허의 프로이센 군을 유린하다가, 프로이센 군이 우연히 운 좋게 배치해둔 포병대(batteries)의 활약으로 공세가 저지 당한다.
이때 프로이센 군은 1,250명의 손실을, 러시아 군은 1,500명의 손실을 본 데 비해 프랑스군의 손실은 600명에 불과했다. 프랑스는 9문의 대포와 많은 수화물과 수송차를 포획했다.